# Praeskinnerella
Praeskinnerella es un género de foraminífero bentónico de la subfamilia Pseudofusulininae, de la familia Schwagerinidae, de la superfamilia Fusulinoidea, del suborden Fusulinina y del orden Fusulinida. Su especie tipo es Pseudofusulina pavlovi. Su rango cronoestratigráfico abarcaba desde el Asseliense hasta el Kunguriense (Pérmico inferior).

## Discusión
Clasificaciones más recientes incluyen Praeskinnerella en la superfamilia Schwagerinoidea, y en la subclase Fusulinana de la clase Fusulinata. Algunas clasificaciones incluyen Praeskinnerella en la familia Pseudofusulinidae.

## Clasificación
Praeskinnerella incluye a las siguientes especies:
- Praeskinnerella crassitectoria †
  - Praeskinnerella crassitectoria afghanensis †
- Praeskinnerella fragilis †
- Praeskinnerella guembeli †
- Praeskinnerella parviflucta †
- Praeskinnerella pavlovi †
- Praeskinnerella prolata †
- Praeskinnerella pseudofragilis †
- Praeskinnerella pseudogruperaensis †
- Praeskinnerella subtilis †
- Praeskinnerella zygarica †